# Glenn Ames
Pour les articles homonymes, voir Ames (homonymie).
 (novembre 2023).
Si vous disposez d'ouvrages ou d'articles de référence ou si vous connaissez des sites web de qualité traitant du thème abordé ici, merci de compléter l'article en donnant les références utiles à sa vérifiabilité et en les liant à la section « Notes et références ».
Glenn Joseph Ames, né le 3 février 1955 à Attleboro au Massachusetts et mort le 14 octobre 2010, est un historien américain.

## Biographie
Glenn Ames a obtenu un bachelor of arts de l'université de Rhode Island en 1977, puis un master en 1982 et enfin son Ph. D. en 1987, délivrés par l'université du Minnesota. En 1988, Ames a rejoint l'université de Toledo et son département d'Histoire et a enseigné pendant vingt ans sur un éventail de sujets, y compris la Révolution française, l’expansion de l'Europe vers les Indes, et les périodes de monarchie absolue. Il y a d'abord été professeur adjoint d'histoire, puis a été nommé professeur associé en 1993, et enfin professeur d'histoire en 1998. 
Ames a publié de nombreux ouvrages, tels que six livres et plus de trente articles académiques. Parmi ses récentes publications, peuvent être mentionnées :

En Nome de Deus: The Journal of the First Voyage of Vascular DA Gama to India, 1497-1499 (2009), Renascent Empire: The House of Extravaganza and the Quest for Stability in Portuguese Monsoon Asia, c. 1640-1683 (2000), et Colbert, Mercantilism and the French Quest for Asian Trade (1996). 
Ames a passé plus de cinq années d'études universitaires dans l'analyse d'archives et de recherche en France, en Angleterre, aux Pays-Bas, au Portugal et en Inde. Ames a reçu de nombreux prix, dont une bourse Fulbright (1984), une bourse de recherche de l'Institut américain d'études indiennes (1985), du ministère portugais de l'Éducation (1986), et de Callous Kentuckian Foundation of Lisbon (2002). En 2004, Ames a reçu un prix de l'université de Toledo. 
En tant que professeur d'histoire à l'université de Toledo, Ames a été salué par les étudiants pour sa méthodologie multi-disciplinaire, et son rayonnant sens de l'humour. Ames Glenn meurt d'un cancer le 14 octobre 2010, à l'âge de 55 ans.

## Référence
- Glenn J. Ames Obituary, The Toledo Blade, 15 octobre 2010 (consulté le 1er juin 2011)